# Johan Ditlev Høst
Johan Ditlev Høst (18. januar 1818 i København – 12. marts 1882) var en dansk officer.
Hans fader var oberstløjtnant Nicolai Christian Høst, hans moder hed Sophie Henriette f. Petersen. Efter at have gennemgået Landkadetakademiet blev han 1836 sekondløjtnant med aldersorden fra 1835, gennemgik Det gymnastiske Institut og blev ansat ved Kronens Regiment, hvornæst han gjorde tjeneste ved artilleriet. Udnævnt til premierløjtnant 1842 kom han til 2. infanteribataljon, hvormed han 1848 rykkede i felten og deltog i kampen ved Bov. Så ansattes han som adjudant ved 1. Infanteribrigade og udmærkede sig i slaget ved Slesvig; han såredes hårdt og faldt i fangenskab. Udnævnt til kaptajn 1849 blev han adjudant ved 6. brigade og ved Olaf Ryes korps og deltog med dette i fægtningerne ved Kolding og Vejle og i tilbagetoget. Om vinteren gjorde Høst tjeneste ved 4. forstærkningsbataljon, men var under felttoget 1850 stabschef ved 6. brigade, som i slaget ved Isted kæmpede ved Bøgmose. I 1851 blev Høst kompagnichef ved 2. bataljon, og da Hæren mobiliseredes 1863, fik han befalingen over 2. Regiments 2. bataljon, men hans helbredstilstand tillod ham kun delvis at deltage i felttoget 1864.
Samme år blev han major og ansattes først ved 1., senere ved 4. og dernæst som midlertidig kommandør
for 1. Infanteriregiment, hvis chef han blev ved årets slutning. Udnævnt til oberst 1867 blev han chef for 21. bataljon, var i 1876 brigadechef under lejrøvelserne ved Hald, ligesom han i 1873 overværede troppemanøvrer i Østrig. I 1879 opnåede han at blive general og chef for 2. Sjællandske Brigade (Kommandør af 2. grad af Dannebrogordenen var han blevet 1875), men 2 år senere blev han angrebet af den sygdom, som 12. marts 1882 endte hans dage. Kort forinden var han blevet afskediget på grund af svagelighed. Hans rolige væsen og sunde militære blik gjorde ham til en dygtig fører. Han blev 11. december 1867 gift med Andrea Hey, datter af købmand Hey i Helsingør.